# Astragalus modesti
Astragalus modesti là một loài thực vật có hoa trong họ Đậu. Loài này được (Kamelin) Kamelin & Kovalevsk. miêu tả khoa học đầu tiên năm 1981.